# Maison-atelier de Luis Barragán
Pour les articles homonymes, voir Barragan.
La Maison-atelier de Luis Barragán ou Maison Barragán est l'ensemble composé de la maison et de l'atelier de l'architecte Luis Barragán. Située dans la banlieue de Mexico, il est inscrit depuis 2004 sur la liste du patrimoine mondial. La maison appartient en copropriété à la Fundación de Arquitectura Tapatía Luis Barragán et au gouvernement de l'État de Jalisco.
Construite en 1948, cette maison est l'exemple le plus achevé de l'architecture moderne au Mexique.